# Rubab
Para el instrumento de cuerda frotada, ver rebab 
El rubab o robab (en grafía persa, رباب, trl. robāb) es un instrumento de cuerda similar al laúd, originario de Afganistán.
Su nombre deriva del árabe rebab que significa "tocado con un arco", sin embargo, a diferencia de este instrumento de Asia central, sus cuerdas son pulsadas y su construcción es distinta. El rubab se emplea principalmente en la música de Afganistán, Cachemira, y por los pueblos pastún y kurdo. 
El rubab es un láud de mástil corto, tallado en un solo bloque de madera, que tiene su caja de resonancia cubierta con una membrana  sobre la cual se ubica el puente. Se fabrica de madera de morera, su membrana es de cuero de animal (de cabra, por ejemplo) y las cuerdas pueden ser hechas con intestinos o plástico.Tiene tres cuerdas melódicas afinadas en cuartas, tres cuerdas de bordón y 11 o 12 cuerdas simpáticas.
El rubab es conocido como el <<león de los instrumentos musicales>> y es, junto con el Zerbaghali, uno de los dos instrumentos musicales nacionales de Afganistán. También se le llama el rebab de Kabuli. También se usa mucho en los países vecinos a Afganistán, tales como: Irán, Pakistán, Tayikistán, y Uzbekistán
Es un antecesor del sarod indio.

Cuando el músico musulmán Mardana se convirtió en el primer discípulo de Guru Nanak, el rubab se volvió un componente esencial de la música Sikh, pero, aunque derivó su nombre del rubab, el instrumento de Punjabi adoptó un método distinto de construcción.
Existen evidencias de la existencia del rubab desde el siglo VII. Es mencionado por antiguos libros persas y por varios poetas de la tradición sufí. 
El rubab iraní es ligeramente diferente de los originales afganos. En Tayikistán se usa un rubab similar, pero su cuerpo y su mástil son más planos. El rubab de Pamiri tiene seis cuerdas de tripa, una de las cuales, en vez de ir desde la cabeza al puente, está sujeta a la mitad del mástil, en forma similar a la quinta cuerda del banjo americano.